# 781

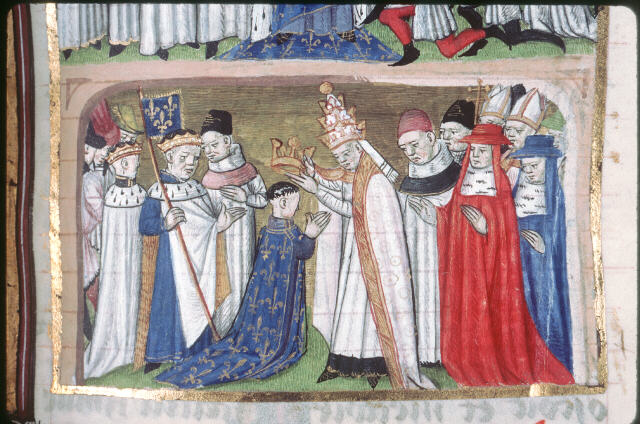
Lodewijk I wordt door paus Adrianus I tot koning van Aquitanië gekroond

Het jaar 781 is het 81e jaar in de 8e eeuw volgens de christelijke jaartelling.

## Gebeurtenissen

### Europa
- 15 april - Koning Karel de Grote benoemt zijn zoon Karloman tot "koning van Italië". Hij wordt door paus Adrianus I herdoopt tot Pepijn en gekroond met de IJzeren Kroon ("Kroon van de Longobarden"). Zijn andere zonen Karel I wordt geïnstalleerd als koning van Neustrië en de 3-jarige Lodewijk I wordt benoemd tot koning van Aquitanië. Onder regentschap van een hofhouding van ervaren hovelingen en bestuurders, wordt Lodewijk belast met de taak om het Frankische grensgebied te beschermen tegen de Omajjaden van Andalusië.
- Karel de Grote eist van hertog Tassilo III van Beieren dat hij de Eed van Trouw aan Pepijn III (zie 757) hernieuwt. Hij reist onder dwang naar Worms (Rijnland-Palts), maar verlangt van Karel een uitwisseling van gijzelaars om zijn veiligheid zeker te stellen.

### Azië
- Keizer Kōnin treedt af ten gunste van zijn zoon Kammu. Hij volgt hem op als de 50e keizer van Japan. Tijdens zijn bewind probeert Kammu de hierarchieën van overheidsfuncties te consolideren.

## Religie
- 7 januari - In de Chinese keizerlijke hoofdstad Chang'an wordt door de Assyrische Kerk de Nestoriaanse stele opgericht, een gedenksteen met de namen van 67 zendelingen.
- Het Bactrische schrift en taal wordt vervangen door het Arabisch. Het boeddhisme verdwijnt uit het gebied en maakt plaats voor de islam. (waarschijnlijke datum)

## Geboren
- Al-Djahiz, Afro-Arabisch schrijver (waarschijnlijke datum)
- Gisela, dochter van Karel de Grote (waarschijnlijke datum)
- Ínigo Íñiguez Arista, koning van Navarra (overleden 852)